# Demjanci (obwód kijowski)
Demjanci (ukr. Дем'янці) – wieś na Ukrainie, w obwodzie kijowskim, w rejonie boryspolskim, w hromadzie Perejasław. W 2024 liczyła 998 mieszkańców.